# Yanshan
Yanshan  léase Siáng-Shán  (en chino, 雁山区; pinyin, Xiàngshān qū; literalmente, ‘montaña ganso salvaje’) es un distrito urbano bajo la administración directa de la Prefectura Guilin en la Región autónoma de Guangxi, República Popular China. Su área es de 302 km² y su población total para 2020 fue superior a los 130 mil habitantes.

## Administración
El distrito de Yanshan se divide en 5 pueblos que se administran en 1 subdistrito, 2 poblados, 1 villa y 1 villa étnica.